# Joseph Grassi

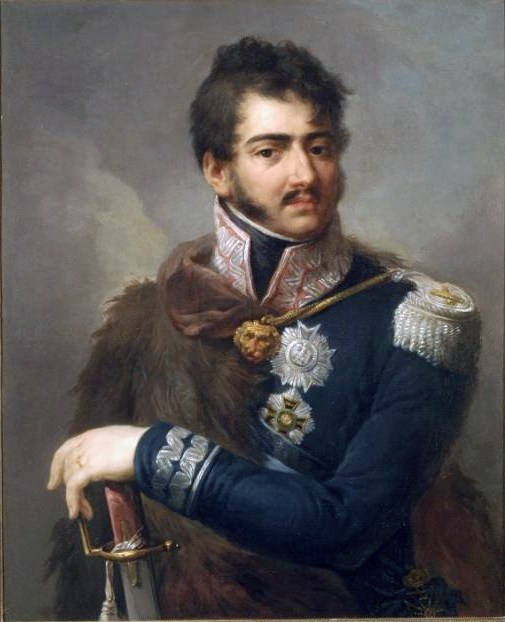
Portret księcia J. Poniatowskiego

Joseph Mathias Grassi (ur. 22 kwietnia 1757 w Wiedniu, zm. 7 stycznia 1838 w Dreźnie) – austriacki malarz klasycystyczny pochodzenia włoskiego, czynny w Wiedniu, Dreźnie i Warszawie.

## Życiorys
Był synem włoskiego złotnika Ottilio Valentino Grassiego i Antonii Winterhalter, młodszym bratem rzeźbiarza Antona Mathiasa Grassiego.
Studiował 1768-1791 w Akademii Sztuk Pięknych w Wiedniu. Niezadowolony z traktowania przez władze uczelni, przeniósł się do Warszawy, gdzie w latach 1791-1794 zasłynął jako portrecista. Utrzymując i wcześniej żywe kontakty z Polakami, stworzył wiele portretów przedstawicieli arystokracji polskiej. Zaprzyjaźnił się również z miniaturzystą Józefem Kosińskim i portrecistą Kazimierzem Wojniakowskim.
W latach 1795–1799 przebywał w Wiedniu, gdzie nadal podtrzymywał kontakty z Polakami.
W 1799 został powołany na stanowisko profesora Akademii Sztuk Pięknych w Dreźnie. Do jego uczniów należał m.in. Antoni Blank. W latach 1816–1821 pełnił obowiązki opiekuna stypendystów królestwa Saksonii w Rzymie. Był członkiem rzymskiej Akademii św. Łukasza.

## Twórczość
Stojące na wysokim poziomie europejskim malarstwo Grassiego wykazuje cechy akademickiego klasycyzmu, będącego zarówno skutkiem oddziaływania środowiska wiedeńskiego, jak i wpływu ówcześnie modnego malarstwa angielskiego. Posługiwał się najczęściej techniką olejną, choć w manierze wykonania jego przedstawienia bliższe są miniaturze i technice pastelowej. Za najlepsze artystycznie uchodzą utrzymane w jasnej kolorystyce portrety kobiece, nacechowane pewną melancholią obok podobnych nastrojowo portretów mężczyzn utrzymanych w barwach ciemniejszych.
Stworzył wiele portretów przedstawicieli polskiej arystokracji, także w okresie pobytu w Dreźnie i w Wiedniu. Podczas pobytu w Warszawie portretował również arystokratów rosyjskich.
Dla sztuki polskiej szczególne znaczenie mają jego portrety Tadeusza Kościuszki w zbroi rycerskiej (1792) oraz wspartego na szabli księcia Józefa Poniatowskiego (po 1810).
Oddźwięki jego twórczości widoczne są u polskich portrecistów z początków XX stulecia.